# Paul Baeten Gronda

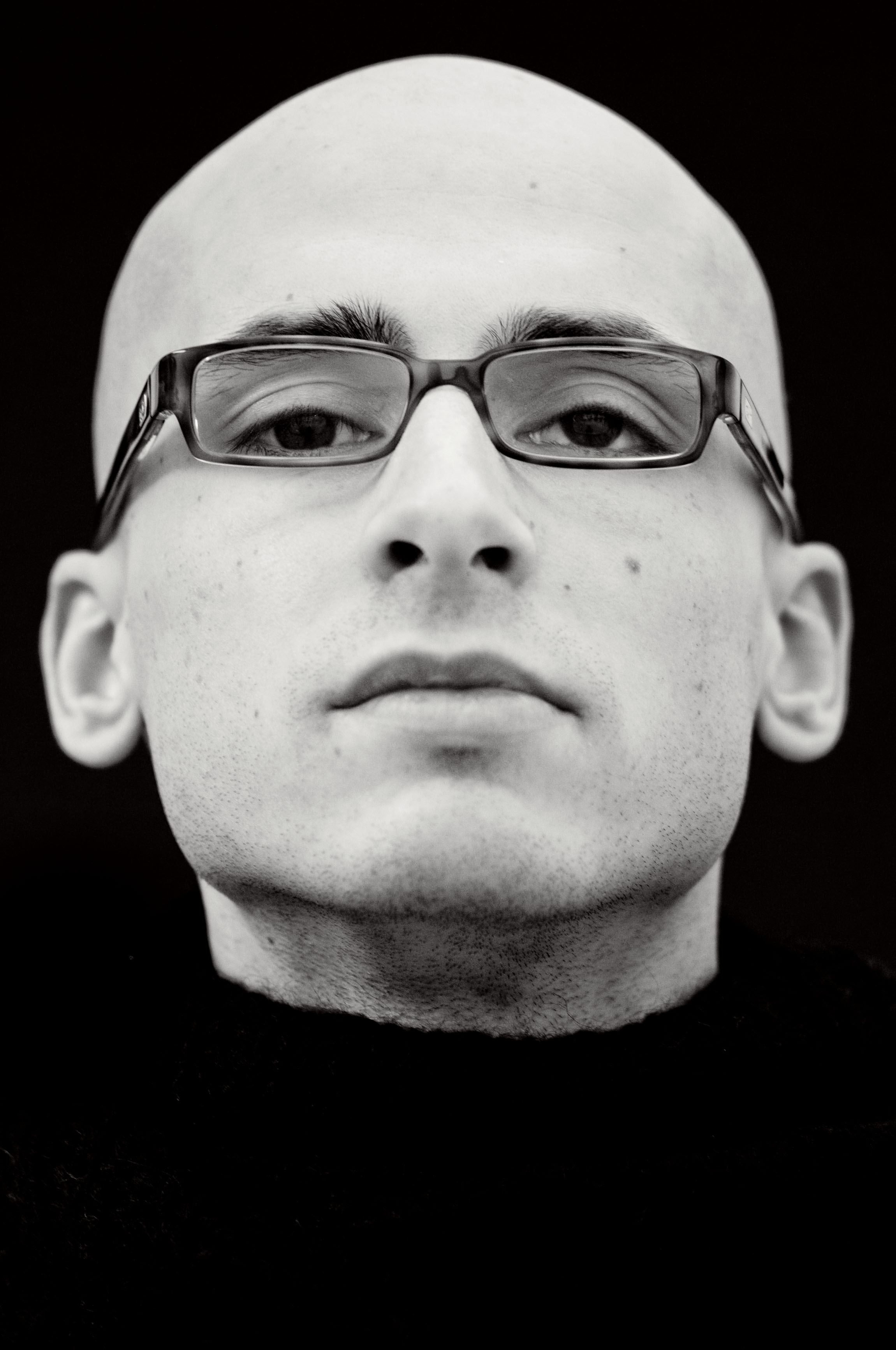
Paul Baeten Gronda (2009)

Paul Baeten Gronda (geboren 8. Oktober 1981 in Mol) ist ein belgischer Journalist und Schriftsteller.

## Leben
Paul Baeten Gronda studierte Drehbuch bei Marc Didden an der Sint Lukas-Hochschule in Brüssel. Er wurde 2006 Redakteur für die Fernsehgesellschaft Woestijnvis und arbeitete dort bis 2012.
2006 erhielt er einen vertraglichen Vorschuss für einen Roman beim Verlag De Bezige Bij, der Roman Nemen wij dan samen afscheid van de liefde erschien 2008. Sein Roman Straus Park wurde 2013 für den Halewijnpreis nominiert.
Gronda schreibt für das Magazin Knack und das Monatsfeuilleton der Tageszeitung De Morgen. Er lebt mit seiner Frau abwechselnd in Italien und in Leuven.

## Werke (Auswahl)
- Nemen wij dan samen afscheid van de liefde. De Bezige Bij, Amsterdam 2008
- Kentucky, mijn land. De Bezige Bij, Amsterdam 2009
- Onder Vrienden. De Bezige Bij, Amsterdam 2011
- Straus Park. De Bezige Bij, Amsterdam 2013
  - Straus Park : Roman. Übersetzung Marlene Müller-Haas. Luchterhand, München 2016
- Wanderland. Hollands Diep, Amsterdam 2015